# Godeni, Dolj
Godeni este un sat în comuna Melinești din județul Dolj, Oltenia, România.

## Istorie
Godeni sau Godan, Godeny, Godze este una din cele mai vechi asezari din Romania, ATESTAT de documente istorice.
În partea de N a satului, pe dealul Pleașa, se află o cetate dacică, fortificată cu șanț și valuri. Aici s-au descoperit fragmente ceramice grecești, de import (amfore) și dacice.
La SE de cetate, în punctul „Dealul Mătușii”, s-a descoperit o așezare civilă dacică de sec. III-I î.Hr., datată după fragmentele ceramice descoperite.
La 10 februarie 1461, Vlad voievod întărește lui Bâra și fratelui său Godea „ca să le fie Godenii toți, pentru că jumătate din Godeni le este veche ocină, iar cealaltă jumătate din Godeni au cumpărat-o de la Radul Grama, pentru 30 de florini”. 
La 10 septembrie 1570, Alexandru Mircea Voievod întărește Dobrei cu fiii săi „ca să-i fie ocină Godeni, toată partea lui Stoica oricât se va alege din câmp și din pădure și din apă și din uscat”. - document  pastrat in arhivele Olteniei. 
Satul figurează în catagrafia austriacă (1722) în categoria așezărilor de moșneni. În catagrafia din 1828 , moșia Godeni era megieșească. 
În 1831, moșia Godeni era stăpânită de-a valma de „Dumitru Sărbătoare, Gheorghe Nica, Dumitrașcu Ciungu, Ștefan Băloiu, Nicolae și Barbu Crețu și Constantin Călugăru, moș moșneni.” Satul este menționat și în alte documente din sec. XVI și XVII, în Schwantz (1723), în Wussin și Wenzely (1790), în catagrafiile din 1819, 1828, 1831, 1834, în hărțile ruse din 1835 și 1853, în nomenclatorul administrativ din 1861, în Pappasoglu (1865). După reforma agrară (1864), cei mai mulți dintre moșneni și-au pierdut statutul social, pământurile intrând în posesia marilor proprietari, astfel încât la începutul sec. XX moștenitorii lui Simionov Stoilov dețineau 1 moșie de 700 ha iar 285 locuitori, 341 ha.
În statisticile dintre anii 1908-1912, în sat mai erau 83-95 familii de moșneni din totalul de 346 locuitori. În 1892 în localitate era 1 școală (întreținută de stat și de comună; frecventată de 31 elevi), 1 biserică (cu hramul „Sf. Nicolae”, construită în anul 1785, în ruină la 1941); în 1912 – 1 biserică. Colectivizarea s-a încheiat în 1962. 
Locuitorii satului au participat la mai multe evenimente istorice importante, începând cu protestele care au avut loc la sfârșitul sec. XIX și începutul sec. XX pentru menținerea statutului lor de moșneni, de oameni liberi și dreptul de stăpânire asupra pământului, proteste însoțite de acțiuni violente în 1910 (când 30-40 locuitori moșneni înarmați au alungat pe logofătul moșiei Brădești care avea un teren de 15 ha, revendicat de moșneni) continuând cu Războiul de independență (3 morți, 1 decorat), apoi la Primul Război Mondial (31 morți), și, în fine, la Cel de-Al Doilea Război Mondial (41 morți).
În anul 1828, sătenii din Godeni dețineau 69 boi, 40 vaci, 26 cai, 209 oi, 35 capre, 136 stupi, 15 ½ stj moșie, 2440 pruni.
În 1722 în sat erau 11 familii; în 1828 – 80 familii, 5 feciori de muncă. În 1831 în sat erau 78 familii și 11 feciori de muncă; în 1861, satul Godeni împreună cu satul Valea Mare aveau 147 familii și 157 case; în 1892 satul Godeni – 476 locuitori, 121 case, în 1912 – 346 locuitori (163 M, 183 F); în 1930 – 315 locuitori; în 1941 – 336 locuitori; în 1956 – 318 locuitori; în 1966 – 341 locuitori; 1977 – 329 locuitori; în 1992 – 331 locuitori.

## Clima
Satul Godeni are o clima temperat continentala cu influente Medieteraneene.
| Climatul satului Godeni              | Climatul satului Godeni | Climatul satului Godeni | Climatul satului Godeni | Climatul satului Godeni | Climatul satului Godeni | Climatul satului Godeni | Climatul satului Godeni | Climatul satului Godeni | Climatul satului Godeni | Climatul satului Godeni | Climatul satului Godeni | Climatul satului Godeni | Climatul satului Godeni |
| Month                                | Jan                     | Feb                     | Mar                     | Apr                     | May                     | Jun                     | Jul                     | Aug                     | Sep                     | Oct                     | Nov                     | Dec                     | Year                    |
| ------------------------------------ | ----------------------- | ----------------------- | ----------------------- | ----------------------- | ----------------------- | ----------------------- | ----------------------- | ----------------------- | ----------------------- | ----------------------- | ----------------------- | ----------------------- | ----------------------- |
| Record high °C (°F)                  | 16.8 (62.2)             | 20.6 (69.1)             | 25.8 (78.4)             | 31.8 (89.2)             | 34.5 (94.1)             | 37.0 (98.6)             | 40.0 (104)              | 37.9 (100.2)            | 37.2 (99)               | 30.8 (87.4)             | 23.5 (74.3)             | 18.0 (64.4)             | 40.0 (104)              |
| Average high °C (°F)                 | 1.5 (34.7)              | 4.2 (39.6)              | 10.0 (50)               | 17.3 (63.1)             | 22.9 (73.2)             | 26.2 (79.2)             | 28.5 (83.3)             | 28.2 (82.8)             | 24.5 (76.1)             | 17.7 (63.9)             | 9.6 (49.3)              | 3.5 (38.3)              | 16.2 (61.2)             |
| Daily mean °C (°F)                   | −2.3 (27.9)             | −0.1 (31.8)             | 4.7 (40.5)              | 11.1 (52)               | 16.6 (61.9)             | 19.8 (67.6)             | 21.9 (71.4)             | 21.3 (70.3)             | 17.4 (63.3)             | 11.1 (52)               | 5.0 (41)                | 0.1 (32.2)              | 10.6 (51.1)             |
| Average low °C (°F)                  | −5.6 (21.9)             | −3.3 (26.1)             | 0.7 (33.3)              | 5.7 (42.3)              | 10.9 (51.6)             | 13.8 (56.8)             | 15.7 (60.3)             | 15.3 (59.5)             | 11.8 (53.2)             | 6.2 (43.2)              | 1.6 (34.9)              | −2.5 (27.5)             | 5.9 (42.6)              |
| Record low °C (°F)                   | −29.4 (−20.9)           | −19.8 (−3.6)            | −19.4 (−2.9)            | −2.4 (27.7)             | 1.6 (34.9)              | 4.4 (39.9)              | 9.0 (48.2)              | 6.4 (43.5)              | −0.6 (30.9)             | −6.0 (21.2)             | −14.8 (5.4)             | −19.8 (−3.6)            | −29.4 (−20.9)           |
| Average precipitation mm (inches)    | 38 (1.5)                | 39 (1.54)               | 41 (1.61)               | 52 (2.05)               | 64 (2.52)               | 74 (2.91)               | 55 (2.17)               | 46 (1.81)               | 37 (1.46)               | 36 (1.42)               | 53 (2.09)               | 47 (1.85)               | 582 (22.91)             |
| Average snowfall cm (inches)         | 13.7 (5.39)             | 11.7 (4.61)             | 6.6 (2.6)               | 2.5 (0.98)              | 0.0 (0)                 | 0.0 (0)                 | 0.0 (0)                 | 0.0 (0)                 | 0.0 (0)                 | 2.5 (0.98)              | 7.9 (3.11)              | 10.2 (4.02)             | 55.1 (21.69)            |
| Average precipitation days(≥ 1.0 mm) | 7                       | 7                       | 7                       | 8                       | 9                       | 8                       | 6                       | 5                       | 5                       | 4                       | 8                       | 7                       | 81                      |
| Mean monthly sunshine hours          | 70.9                    | 84.5                    | 141.3                   | 189.1                   | 251.4                   | 273.1                   | 316.2                   | 290.2                   | 225.3                   | 171.1                   | 91.8                    | 71.9                    | 2,176.8                 |
| Source: NOAA[6]                      |                         |                         |                         |                         |                         |                         |                         |                         |                         |                         |                         |                         |                         |

## Fauna
Printre cele mai importante animale regasite pe cuprinsul satului enumeram:
INSECTE: radasca, croitorul, rinocerul, fluturele marele albastru, fluturele cap de mort, calugarita, melcul mare de gradina etc.
PASARI sedentare: soiumul, cucuveaua, fazanul, gugustiucul, diverse consumatoare de seminte
MAMIFERE: mistretul, vulpea, capriorul, ariciul, dihorul, iepurele, sacalul, viezurele, veverita, bizamul, popandaul, viezurele, 
PESTI REPTILE SI AMFIBIENI: platica, carasul, mreana, nisiparnita, broasca comuna, sarpele de casa, sarpele de camp, soparla verde, broasca testoasa de uscat.

## Puncte de interes
Biserica cu hramul „Adormirea Maicii Domnului” construită în anul 1854. 
Situl DJ-l-s-B-07896; Piscul cu Jidovi, asezare din epoca pietrei ce corespunde culturii Verbicioara, la 1.5 km NE de asezare intr-o zona impadurita.
Situl DJ-I-s-B-07895; Cetatea daco-romană de la Godeni - La Pleașa, secolul II - III

## Relief si Geologie
Localitatea se afla la o altitudine de 180 - 220 metri si este marginit la Vest de raul Amaradia, la Est de dealul Muierii, la Nord de satul Spineni si la Sud de localitatea parasita, Gura Vocnei. Centrul asezarii este travesat de paraul Belcia, alimentat permanent de izvorul cu acelasi nume.  
Suprafața pe care este asezata localitatea Godeni, face parte din vasta depresiune structurală care a apărut în mezozoicul superior între Carpați și Balcani, odată cu înălțarea acestora, prin depunerea pe fundul mării ce acoperea zona a numeroase materiale cărate de apele curgătoare care erodau zonele înalte mai apropiate ori mai îndepărtată. 
În această modalitate, fundamentul cristalin al depresiunii a fost acoperit de o cuvertură groasă de formațiuni sedimentare (calcare, gresii, argile, nisipuri, marne), așezate orizontal sau monoclinal, având caracteristicile unei structuri de platformă. Aceste formațiuni provin în special din Carpați, fapt dovedit atât de înclinarea lor dinspre nord, nord-vest și sud-est, dar în special de compoziția lor mineralogică.
Această constatare conduce la concluzia că fundamentul teritoriului Godeniului este predominant moesic, iar straturile de cuvertură sunt predominant carpatice, acoperind nu doar fundamentul precarpatic (getic), ci și o mare partea fundamentului prebalcanic (moesic).
Această evoluție geologică a fost confirmată de numeroase cercetări, pentru Oltenia, fiind semnificative cele aparținând lui Ion Ionescu-Argetoaia, doctor în geologie. Concluziile acestui cercetător confirmă că teritoriul doljean este alcătuit la suprafață dintr-o cuvertură de formațiuni recente, numai în lungul văilor fiind scoase la iveală formațiuni levantice. Sub acestea și peste fundamentul cristalin al platformei moesice, aflat la adâncimi de peste 3.000 de metri, sunt depuse straturi groase de sedimente, care nu apar la suprafață. Acest strat sedimentar, a cărui grosime totală depășește 3.000 de metri, poate ii separată în trei complexe stratigraiîce: cuvertura inferioară a platformei (paleozoic-mezozoic), construită predominant din roci carbonatice (calcare, delamite), la care se adaugă cele detritice (gresii, cuartitice și silicioase argilate), cuvertura intermediară formată din roci detritice (gresii, marne, argile, nisipuri) și cuvertura superioară cuaternară, ce constituie rocile la zi, alcătuite din depozite fluvio-lacustre, fluviale și eoliene (pietrișuri, nisipuri, luturi) și loess, a căror grosime poate ajunge în regiunile de maximă afundare până la 100 m. Mantaua groasă de loess cuaternar face ca formațiunile mai vechi să nu fie vizibile decât în unele zone ale văilor.